# オゼソウ
オゼソウ（尾瀬草、学名：Japonolirion osense Nakai）は、サクライソウ科オゼソウ属の多年草。クロンキスト体系では、ユリ目ユリ科オゼソウ属に属している。1属1種。和名、種小名は、発見地の至仏山のある尾瀬にちなむ。

## 特徴
根出葉は束生し、長さ3 - 20 センチメートル、幅1 - 4 ミリメートルになる線形で、7 - 9脈があり、縁は細かい突起がありざらつく。基部は鞘状になり、内側の葉を抱く。花茎の高さは、10 - 20 メートルになり、膜質の鱗片葉をつける。花茎は根出葉とは別に立つが、前年の枯れた葉の基部から出たもの。
花期は7 - 8月。花茎の上に長さ3 - 8 センチメートルの総状花序がつき、20 - 40個の花をつける。花柄は斜め上につき、長さ2 - 5 ミリメートルになる。花被片は6個あり、帯黄白色。外花被片は長さ1.5 ミリメートル、内花被片は長さ2.5 ミリメートル。 雄蕊は内花被片と同長で6個あり、葯は黄色。花柱は3個あり、反り返る。果実は蒴果で長さ2.5 ミリメートルの楕円形になる。

## 分布と生育環境
日本固有種。北海道の天塩山地、サロベツ原野、本州中部地方の至仏山、谷川岳に特産し、亜高山帯から高山帯の蛇紋岩地帯の湿った草地に生育する。日本特産の1属1種。
1929年7月に原寛が尾瀬の至仏山で採集したものがタイプ標本で、翌年1930年に中井猛之進が新属新種として発表した。同年、谷川岳でも採集された。また、翌1931年に天塩山地で採集された標本をもとに舘脇操が同属第2の種として、テシオソウ -Japonolirion saitoi Makino et Tatew. を発表し、注目をひいたが、その後はオゼソウの発育がよいものと考えられている。
オゼソウは蛇紋岩地帯に隔離分布するが、生育に蛇紋岩を要求するわけではない。かつてオゼソウは蛇紋岩のあるなしに関わらず広く生えていたのだが、しだいに分布を縮小し、他の植物が容易に侵入できない蛇紋岩地帯に限られるようになったと考えられる。

## 保全状況評価
絶滅危惧II類 (VU)（環境省レッドリスト）
2007年8月レッドリスト

## オゼソウ属
オゼソウ属（オゼソウぞく、学名：Japonolirion Nakai、和名漢字表記：尾瀬草属）はサクライソウ目サクライソウ科の属の一つ。日本の特産属で、本属にはオゼソウ1種のみが分類される。葉は線形で、表裏が明らかで、らせん状につく。チシマゼキショウ科チシマゼキショウ属に似るが、オゼソウでは花茎と葉束は別々に立ち、葉の形態も異なる。
クロンキスト体系では、オゼソウ属はユリ目ユリ科に分類されている。

## ギャラリー
- 背景は蛇紋岩